# アジア (小惑星)
アジア またはアシア (67 Asia) は、小惑星帯に位置するS型小惑星の一つ。
1861年4月17日にインドのチェンナイでイギリスの天文学者ノーマン・ポグソン (Norman Robert Pogson) により発見された。ギリシア神話に登場する女神アシアー（クリュメネーの別名）、および発見場所であるアジア大陸にちなみ命名された。
2008年11月に日本の福島県で掩蔽が観測された。